# Serghei Pîjianov
Serghei Pîjianov (n. 24 octombrie 1960, Kem⁠(d), RSFS Rusă, URSS) este un trăgător de tir ce a reprezentat Rusia, medaliat olimpic. A participat la 3 ediții ale Jocurilor Olimpice (1980, 1992, 1996) în care a câștigat o medalie de argint.